# Stella Vecchio
Stella Vecchio, coniugata Vaia, nome di battaglia Lalla (Milano, 17 giugno 1921 – 24 settembre 2011), è stata una partigiana, politica e sindacalista italiana.

## Biografia
Nasce nel 1921 a Milano, pochi mesi dopo che il padre Enrico, postino invalido di guerra, ha partecipato come delegato al Congresso fondativo del Partito Comunista d'Italia a Livorno.
Nel 1938 si diploma maestra e si iscrive all'Università Cattolica, ma subito dopo rinuncia agli studi per non essere costretta al giuramento fascista. Durante la guerra si iscrive al PCI clandestino e dopo l'8 Settembre 1943 partecipa alla Resistenza. Inizialmente è staffetta delle Brigate Garibaldi tra il Comitato lombardo e le formazioni di Cino Moscatelli in Valsesia, dove nel dicembre 1944 farà da guida al comandante delle forze partigiane designato dal CLNAI Raffaele Cadorna.
Attivista e organizzatrice instancabile, nella fase finale della guerra entra a far parte dei Gruppi di difesa della donna, coordinati a Milano da Vera Ciceri, e guida la manifestazione del 18 aprile 1945 in cui un migliaio di donne chiedono la pace e il ritorno degli uomini dai lager.
Il 24 aprile, mentre portano in bicicletta l'ordine dell'imminente insurrezione, Stella Vecchio e Gina Galeotti Bianchi (Lia) sono fatte oggetto di una raffica di mitra sparata da una pattuglia tedesca che uccide Lia, incinta di sette mesi.
Dopo la Liberazione, Stella Vecchio opera nella Direzione nazionale Alta Italia del Partito comunista, in stretta collaborazione con Teresa Noce (Estella). Qui conosce Alessandro Vaia, comandante garibaldino nella guerra di Spagna e nella Resistenza italiana, che sposa nel 1946 e da cui ha nel 1948 il figlio Franco e nel 1952 Vladimiro.
Tra il 1945 e il 1946 è la prima segretaria dell'Unione Donne Italiane di Milano, e si dedica alle lotte bracciantili nell'ambito delle federazioni comuniste di Brescia e Cremona. Nel 1948 è eletta alla Camera dei deputati, partecipando così alla I Legislatura della Repubblica e giocando un ruolo attivo con Camilla Ravera, Marisa Rodano, Nella Marcellino e Pina Re nelle battaglie per i diritti delle donne e contro l'ingresso dell'Italia nella NATO.
Prima donna ad entrare nella segreteria della Camera del Lavoro di Milano (dal 1952), ne fu vicesegretaria dal 1958. Successivamente (1973) costituì il Comitato Spagna Libera a sostegno dei perseguitati politici dal regime franchista e partecipò alla fondazione del comitato Italia-Vietnam, di cui sarebbe stata segretaria e poi presidente, ricevendo per tale opera di solidarietà la Medaglia all'Ordine dell'Amicizia da parte del governo del paese asiatico.
Componente del Consiglio nazionale dell'ANPI, è stata insignita nel 2009 dell'Ambrogino d'oro e, dopo la morte avvenuta nel 2011, è stata iscritta con il marito tra i Grandi di Milano nel Famedio del Cimitero Monumentale.